# Korsikansk skivtungegroda
Discoglossus montalentii är en groddjursart som beskrevs av Benedetto Lanza, Giuseppe Nascetti, Massimo Capula och Luciano Bullini 1984. Arten ingår i släktet Discoglossus och familjen skivtungade grodor. IUCN kategoriserar Discoglossus montalentii globalt som nära hotad. Inga underarter finns listade i Catalogue of Life. Det svenska trivialnamnet korsikansk skivtungegroda förekommer.
Arten återfinns endast på Korsika där den lever mestadels på de centrala delarna av ön. Utbredningsområdet sträcker sig från Corte och Cervione i norr till Porto-Vecchio i söder. Discoglossus montalentii har hittats på höjder mellan 300 och 1 900 meter över havet men är frånvarande i det kustnära låglandet. Denna groda föredrar rinnande vatten i högt belägna orörda skogar, i synnerhet i områden med branta vattendrag.